# Jan Bedřich ze Schrattenbachu
Jan Bedřich ze Schrattenbachu (německy Johann Friedrich von Schrattenbach, † před rokem 1621) byl rakouský šlechtic z rodu Schrattenbachů s původem ve Štýrsku, svobodný pán v Čechách, pán ze Schrattenthalu v Dolním Rakousku.

## Původ
Narodil se jako syn svobodného pána Maxmiliána ze Schrattenbach-Hegenbergu (1537–1611) a jeho manželky Anny z Grasweinu († po roce 1621), dcery rytíře Viléma z Grasweinu a Heleny z Herbersteinu. Jeho bratr Karel ze Schrattenbachu pán z Hegenbergu (1583–1612) získal rakouský hraběcí titul. Jeho sestra Marie Alžběta ze Schrattenbachu (1573–1653) se 24. listopadu 1591 ve Štýrském Hradci provdala za říšského hraběte Karla z Harachu (1570 – 1628), vojenského poradce císaře Ferdinanda II.
Jeho vnuk Wolfgang Hannibal ze Schrattenbachu (1660–1738) byl knížetem-biskupem olomouckým (1711–1738), kardinálem (1714–1738) a místokrálem v Neapolském království (1719–1721).

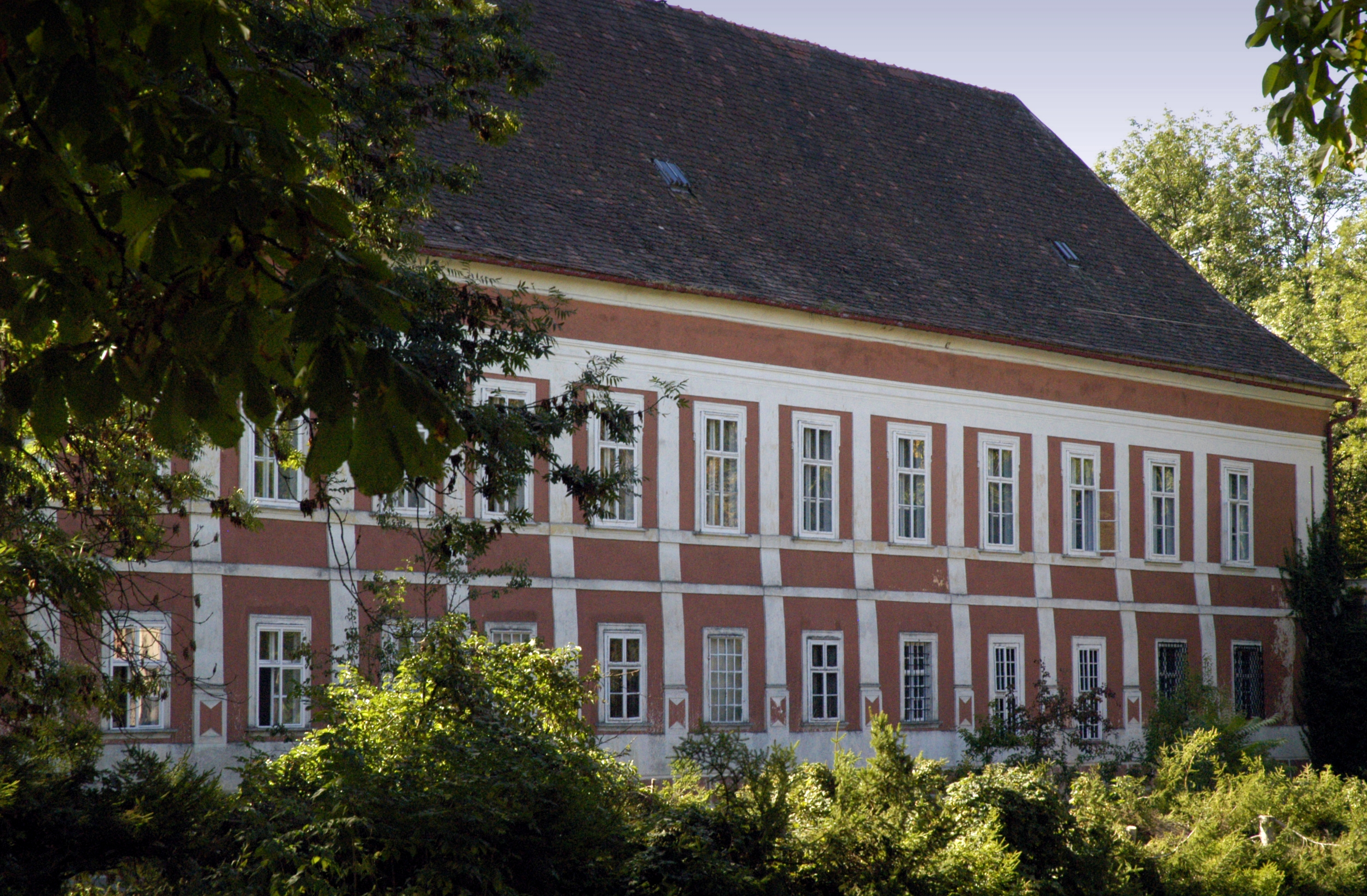
Zámek Schrattenthal

### Manželství a potomstvo
Jan Bedřich ze Schrattenbachu se oženil s Doroteou Sidonií svobodnou paní z Eggu a Hungersbachu. Manželé měli jednoho syna: 
- Jan Baltazar ze Schrattenbachu, ženatý s hraběnkou Annou Alžbětou z Wagenspergu. Měli syna (biskupa) a dvě dcery